# Karl Friedrich Wilhelm von Baurmeister
Karl Friedrich Wilhelm von Baurmeister (auch: Bauermeister, * 29. Januar 1787 in Rotenburg an der Fulda; † 18. September 1840 in Köln) war ein preußischer Generalmajor und Kommandeur der 15. Landwehr-Brigade.

## Leben

### Herkunft
Er war der Sohn von Jakob Karl Leopold von Baurmeister und dessen Ehefrau Friederike Auguste Anne Dieffenbach, geborene von Sontra. Sein Vater war kurhessischer Generalmajor und Ministerresident am Hof in London.

### Militärkarriere
Baurmeister besuchte 1803 die Universität Göttingen und trat Ende des Jahres als Fähnrich in die Grenadiergarde der Kurhessischen Armee ein. Nach der Niederlage gegen Frankreich wurde die Armee am 1. November 1806 und damit auch Baurmeister beurlaubt. Im Jahr 1808 ging er in westfälische Dienste, wo er als Sekondeleutnant in das 1. Linie-Regiment kam. Bereits am 3. Juli 1808 wurde er zum Premierleutnant befördert und als Adjutant an die Regierung nach Kassel versetzt. Am 1. Mai 1809 avancierte Baurmeister zum Hauptmann und Adjutanten des Generals von Lehsten. Er nahm mit dem Regiment 1809/10 am Iberischen Feldzug teil und wurde am 2. Mai 1810 zum Kompaniechef ernannt. Baurmeister kehrt nach Deutschland zurück, um 1812 an Napoleons Russlandfeldzug teilzunehmen. Dort kämpfte er in der Schlacht bei Borodino und im Gefecht bei Valontina-Gora (19. August),. Krankheitsbedingt kehrte er nach Kassel zurück, wurde nach seiner Genesung am 1. Mai 1813 Adjutant des Stadtgouverneurs und kämpfte später bei der Verteidigung der Stadt gegen die Kosaken der russische Armee unter Alexander Iwanowitsch Tschernyschow. In der Zeit wurde er noch am 10. November 1813 zum Oberstleutnant befördert (der Kurfürst Wilhelm I. übernahm am 21. November 1813 die Regentschaft). Nach dem Zusammenbruch des Königreichs Westphalen, wechselte Baurmeister in preußische Dienste, wo er als Stabskapitän in das 4. Elb-Landwehr-Infanterie-Regiment kam. Am 22. April 1815 wurde er zur Dienstleistung in den Generalstab des Feldmarschalls Blücher versetzt. Im Sommerfeldzug von 1815 kämpfte er bei Ligny und wurde für Belle Alliance mit dem Eisernen Kreuz II. Klasse ausgezeichnet. Anfang Oktober 1815 folgte seine Versetzung in die Adjutantur.
Nach dem Krieg wurde Baurmeister am 24. September 1816 zum Major befördert und am 10. Dezember 1816 mit dem Orden des Heiligen Wladimir IV. Klasse ausgezeichnet. Am 23. November 1817 wurde er als Chef der Brigadeschule nach Trier versetzt und auch Präses der dortigen Prüfungskommission. Am 21. März 1821 versetzte man ihn als Adjutant in das Generalkommando des VIII. Armee-Korps und vor dort am 30. März 1825 in das 25. Infanterie-Regiment. Am 17. Oktober 1826 erhielt Baurmeister den Roten Adlerorden IV. Klasse und am 15. Juni 1828 das Dienstkreuz. Am 30. März 1832 wurde er zum Oberstleutnant befördert und Mitte November 1832 mit dem Ritterkreuz des Guelphen-Ordens ausgezeichnet. Unter Beförderung zum Oberst beauftragte man ihn am 30. März 1834 mit der Führung des 38. Infanterie-Regiments und ernannte Baurmeister am 30. März 1835 zum Regimentskommandeur. In dieser Eigenschaft erhielt er am 18. Januar 1839 den Roten Adlerorden III. Klasse mit Schleife. Am 30. März 1840 kam er als Kommandeur in die 15. Landwehr-Brigade und wurde am 16. Mai 1840 dem 28. Infanterie-Regiment aggregiert. Baurmeister wurde am 10. September 1840 noch zum Generalmajor befördert, bevor er am 18. September 1840 in Köln überraschend an einen Schlaganfall starb. Seine Witwe erhielt neben ihrem Witwengehalt vom König eine Pension von 200 Talern.
In seiner Beurteilung aus dem Jahr 1829 schrieb der General von Borstell: „Moralisch, diensteifrig und pünktlich, von einer nicht gewöhnlichen militärischen und wissenschaftlichen Bildung, Ein hoffungsvoller Stabsoffizier. Empfehlenswert.“

### Familie
Baurmeister heiratete am 8. November 1811 in Sondershausen Henriette Friderike Güntherine von Hopfgarten (* 22. Oktober 1792; † 11. April 1865), eine Tochter des fürstliche schwarzburgischen Oberlandeshauptmanns und Herren auf Schlotheim August Friedrich Ernst von Hopfgarten. Aus der Ehe ging der spätere Geheime Justizrat Friedrich Ludwig Karl (* 10. September 1812; † 25. Januar 1891) hervor.